# Lucilia mexicana
Lucilia mexicana este o specie de muște din genul Lucilia, familia Calliphoridae, descrisă de Macquart în anul 1843. Conform Catalogue of Life specia Lucilia mexicana nu are subspecii cunoscute.